# Смужкуватість

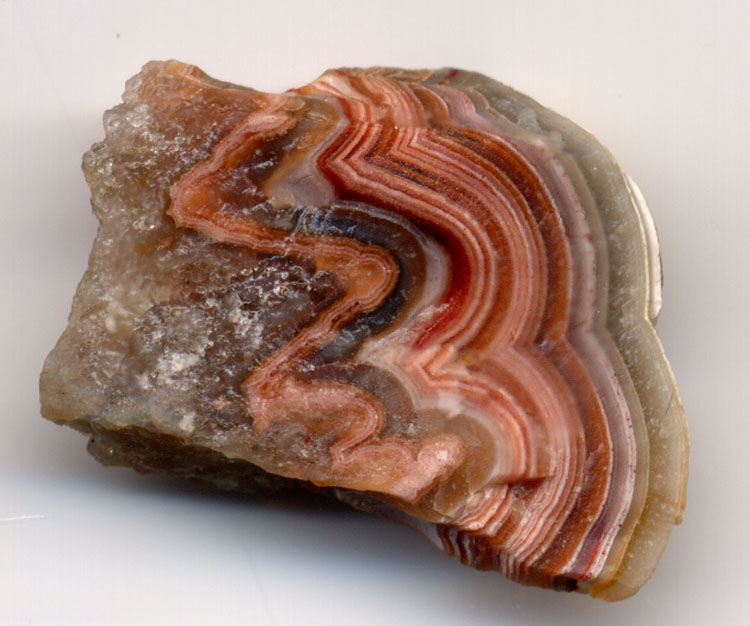
Смужкуватість агату.

Смужкуватість (рос. полосчатость, англ. banding, нім. Bänderung f, Blätterung f) – чергування в гірських породах тонких паралельних смуг (шарів), які розрізняються одним або декількома ознаками: мінеральним складом, кольором, структурою, орієнтуванням зерен. Син. – смугастість, стрічковість, стрічкуватість.